# Pace (Messina)

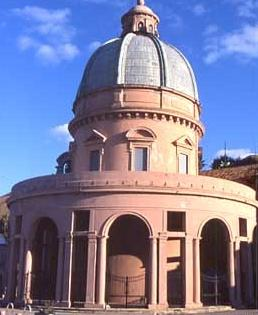
Parrocchia Santa Maria delle Grazie del Villaggio Pace

Pace (A Paci in dialetto messinese) è un borgo marinaro di Messina sito all'interno della Circoscrizione VI. Si trova a circa 6 km a nord del centro cittadino. Gli abitanti sono chiamati pacioti.
Il toponimo è dovuto a un'antica chiesa intitolata alla Madonna della Pace, andata distrutta con il sisma del 1908. All'interno del borgo si distinguono la zona di Porticatello (nei pressi dell'omonima fiumara Pace), di Grotte (in messinese 'a rutta) e Fortino.

## Arte
La Chiesa Santa Maria della Grotta (o Santa Maria delle Grazie) fu costruita nel 1622 da Simone Gullì nei pressi di un oratorio cinquecentesco, dove si venerava un quadro della Madonna in una grotta. Distrutta dal terremoto del 1908, fu ricostruita.
Fu voluta, nel 1622, dal Viceré di Sicilia Emanuele Filiberto di Savoia e fu costruita sul modello dell'originale, con aula a pianta centrale circondata da portici e sormontata da un'imponente cupola, e inaugurata nel 1931.
Il Fortino fu edificato nel XVI secolo, probabilmente su un'antica torre medievale, e poi restaurato all'inizio dell'800 dagli inglesi e dai borboni. Verso la fine dell'Ottocento fu dismesso da struttura militare, e oggi appartiene alla famiglia Mauro.
Famosa per essere unica nel suo genere è l'imbarcazione "paciota" un gozzo in legno a 4 o 8 remi che veniva nell'antichità utilizzata per il trasporto e che poteva essere dotata anche di vela latina. Poi per le sue caratteristiche di agilità venne anche usata per gare remiere tra i borghi marinari della città di Messina, la gara più gara famosa era "U Paliu" che si disputa ancora oggi, organizzato dalla sezione di Messina della Lega Navale Italiana. Esistono due edizioni del Palio ogni anno: in occasione dei festeggiamenti per la Vara di Messina il 15 agosto e in occasione dei festeggiamenti per la Madonna delle Grazie, a cui è dedicata la chiesa locale, che generalmente si svolge la seconda domenica di settembre